# Ceux qui font les révolutions à moitié n'ont fait que se creuser un tombeau
Ceux qui font les révolutions à moitié n'ont fait que se creuser un tombeau es una película dramática canadiense de 2016 dirigida por Mathieu Denis y Simon Lavoie. Está protagonizada por Charlotte Aubin, Laurent Bélanger, Emmanuelle Lussier-Martinez y Gabrielle Tremblay como cuatro jóvenes, veteranos de las protestas estudiantiles de Quebec de 2012, que se han sentido desilusionados por el fracaso de su activismo pasado para lograr un cambio social significativo y ahora participan en pequeñas iniciativas vandalismo público a escala.
La película compitió en el Festival Internacional de Cine de Toronto de 2016, donde ganó como Mejor Película Canadiense. También fue nominada a tres Canadian Screen Awards, incluida la de Mejor Película.

## Reparto
- Charlotte Aubin como Giutizia
- Laurent Bélanger como Tumulto
- Emmanuelle Lussier-Martinez como Ordine Nuovo
- Gabrielle Tremblay como Klas Batalo

## Producción

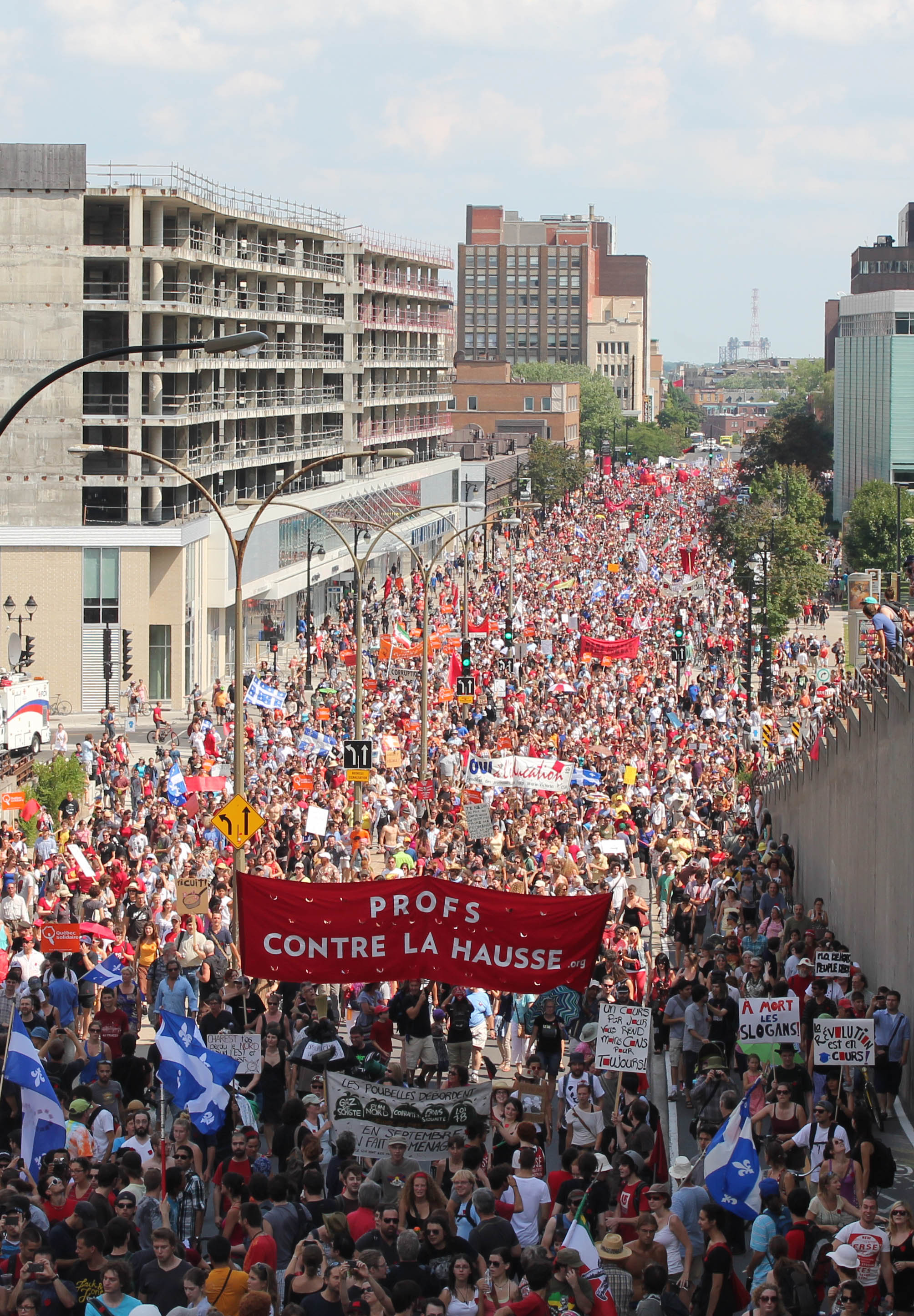
Las protestas estudiantiles de Quebec de 2012 en Montreal inspiraron la película.

La película fue concebida por los codirectores Mathieu Denis y Simon Lavoie, inspirados en las protestas estudiantiles de Quebec de 2012. Los directores afirmaron que hablaron con los estudiantes durante las protestas mientras mostraban su película Laurentie. Denis y Lavoie dijeron que a menudo se preguntaban qué pasó con estos estudiantes en años posteriores. Denis expresó su convicción de que las protestas fueron importantes pero no tuvieron éxito, y señaló que el Partido Liberal de Quebec, que gobernó en 2012, volvió al gobierno después de las elecciones generales de Quebec de 2014.
Mientras mostraban a Laurentie en San Petersburgo, Rusia, Denis y Lavoie consideraron asociarse en otro proyecto. Lavoie estuvo particularmente influenciado por las fotos policiales de cuatro jóvenes que colocaron bombas de humo en el metro de Montreal durante las protestas. El título era una frase utilizada por Louis Antoine de Saint-Just, un líder de la Revolución Francesa, e inicialmente se pensó como un título provisional.
Para la película, los directores buscaron un elenco juvenil, asegurando a Aubin, Lussier-Martinez, Bélanger y Tremblay. Lussier-Martinez había actuado anteriormente en la serie de televisión 19-2. Aubin dijo que el guion la atrajo por cómo los personajes simbolizaban ideas más grandes. Para el personaje transgénero de Klas Batalo, Denis y Lavoie buscaron a una artista transgénero de la vida real y encontraron a Tremblay, una mujer trans. Tremblay dijo que idolatraba la protesta por crear un movimiento social y se basó en experiencias personales para retratar a su personaje. La producción continuó hasta enero de 2016, y Denis estimó que la última parte de la edición ocurriría en la primavera o el verano de 2016.

## Lanzamiento
La película se proyectó en el Festival Internacional de Cine de Toronto en septiembre de 2016 y ha sido seleccionada para la 67.ª edición del Festival Internacional de Cine de Berlín. Se planeó un estreno más amplio para la primavera de 2017. El estreno de Quebec se programó más tarde para el 3 de febrero.
La película se incluyó en el Top Ten Film Festival itinerante, que se proyectó en Toronto del 13 al 26 de enero de 2017. Se hicieron planes para proyecciones en Vancouver, Montreal y Edmonton entre el 13 y el 29 de enero de 2017.

## Recepción

### Recepción crítica
El 7 de diciembre de 2016, fue incluido en la lista anual de los 10 principales de Canadá de TIFF. En La Presse, Nathalie Petrowski escribió que la película era inusual, sorprendente y ocasionalmente impactante, y fue larga pero no aburrida en ningún momento. Odile Tremblay, que escribe para Le Devoir, calificó la película de poética y dijo que recibió aplausos en TIFF pero que también fue divisiva. Martin Gignac calificó la película de densa y desenfrenada, con una excelente cinematografía.
Fuera de Canadá, Scott Tobias, escribiendo para Variety, lo llamó "un retrato tenso, triste y profundamente ambivalente del radicalismo". Adam Cook de The New York Times lo llamó "sin disculpas abrasivo y políticamente cargado".

### Premios y nominaciones
Por producir la película, Hany Ouichou recibió el Premio al Productor Emergente de la Asociación Canadiense de Productores de Medios, un premio de $5,000 otorgado por un jurado encabezado por Robert Lantos. Tremblay se convirtió en la primera mujer trans nominada al Canadian Screen Award a la mejor actriz de reparto.
| Premio                                                       | Fecha de ceremonia           | Categoría                         | Recipient(s)                 | Resultado | Ref(s)        |
| ------------------------------------------------------------ | ---------------------------- | --------------------------------- | ---------------------------- | --------- | ------------- |
| Festival Internacional de Cine Independiente de Buenos Aires | 19 – 30 de abril de 2017     | Gran Premio - Vanguardia y Género | Mathieu Denis y Simon Lavoie | Ganadores | [ 18 ]        |
| Canadian Screen Awards                                       | 12 de marzo de 2017          | Mejor Película                    | Hany Ouichou                 | Nominado  | [ 19 ]        |
| Canadian Screen Awards                                       | 12 de marzo de 2017          | Mejor Director                    | Mathieu Denis y Simon Lavoie | Nominados | [ 19 ]        |
| Canadian Screen Awards                                       | 12 de marzo de 2017          | Mejor Actriz de Reparto           | Gabrielle Tremblay           | Nominada  | [ 19 ]        |
| Premio Iris                                                  | 4 de junio de 2017           | Mejor Película                    | Hany Ouichou                 | Nominado  | [ 20 ] [ 21 ] |
| Premio Iris                                                  | 4 de junio de 2017           | Mejor Actriz                      | Emmanuelle Lussier-Martinez  | Nominada  | [ 20 ] [ 21 ] |
| Premio Iris                                                  | 4 de junio de 2017           | Mejor Dirección de Arte           | Éric Barbeau                 | Ganadora  | [ 20 ] [ 21 ] |
| Premio Iris                                                  | 4 de junio de 2017           | Mejor Edición                     | Mathieu Denis                | Nominado  | [ 20 ] [ 21 ] |
| Festival Internacional de Cine de Toronto                    | 8 – 18 de septiembre de 2018 | Mejor Película Canadiense         | Hany Ouichou                 | Ganador   | [ 22 ]        |